# Avenue X
Avenue X – stacja metra nowojorskiego, na linii F. Znajduje się w dzielnicy Brooklyn, w Nowym Jorku i zlokalizowana jest pomiędzy stacjami Avenue U oraz Neptune Avenue. Została otwarta 10 maja 1919.